# Kevin Corcoran
Kevin Anthony Corcoran (* 10. Juni 1949 in Santa Monica, Kalifornien; † 6. Oktober 2015 in Burbank, Kalifornien) war ein US-amerikanischer Kinderdarsteller, der vorwiegend in Disney-Produktionen spielte. Im Erwachsenenalter arbeitete er als Fernsehregisseur sowie Film- und Fernsehproduzent.

## Leben und Karriere
Kevin Corcoran wurde als Sohn von Bill Corcoran Sr. (1905–1958) geboren, einem ehemaligen Polizisten und Wachmann auf dem MGM-Studiogelände in Hollywood. Nicht nur Kevin, sondern auch seine sieben Geschwister (darunter Donna, Noreen und Kelly Corcoran) kamen in den 1950er- und 1960er-Jahren als Film- und Fernsehdarsteller zum Einsatz. Bereits mit fünf Jahren spielte er in der Filmbiografie Die Glenn Miller Story den Sohn von Glenn Miller (James Stewart). In einer Disney-Fernsehserie verkörperte Corcoran im Jahre 1956 erstmals die Rolle des spitzbübischen Jungen Moochie McCandless. Die Figur des Moochie erwies sich als so beliebt, dass Corcoran sie bis zum Jahr 1960 zusammenhangslos in weiteren Disney-Fernsehserien sowie dem Film Der unheimliche Zotti spielte. Für Disney spielte er auch in mehreren Familienfilmen wichtige Nebenrollen. Beginnend mit dem Film Sein Freund Jello von 1957 verkörperte er in insgesamt fünf Filmen den jüngeren Bruder von Tommy Kirk. Eine Hauptrolle hatte er 1960 in Charles Bartons Komödie Toby Tyler inne, wo er in der Rolle des Toby Tyler von seiner Familie wegrennt und sich einem Zirkus anschließt.
Nach Beginn seiner Pubertät endete auch Corcorans Karriere als Schauspieler weitgehend, seine letzte Rolle übernahm er 1968 in dem Western Inferno am Fluß. Nach seinem Abschluss an der California State University blieb Corcoran jedoch Hollywood auf vielfältige Weise verbunden. Ab Ende der 1970er-Jahre arbeitete er an der Produktion von Kinofilmen wie Der Sieg der Sternenkinder und Herbie dreht durch. Ab den 1980er-Jahren wurde er Mitproduzent von Fernsehserien wie Herbie, The Love Bug, Mord ist ihr Hobby und Sons of Anarchy. Bei vielen Fernsehserien wie Simon & Simon, Baywatch und Columbo betätigte er sich auch als Assistenzregisseur. Am profiliertesten war wohl seine Arbeit bei Mord ist ihr Hobby, wo er zwischen 1991 und 1996 als Assistenzregisseur von über 50 Folgen fungierte und sogar zwei Folgen als Hauptregisseur selbst inszenierte. Im Jahre 2009 übernahm er nach vierzig Jahren nochmals eine Schauspielrolle, in dem Independent-Film It Starts with Murder!.
Für sein Wirken in den Disney-Filmen wurde Corcoran im Jahre 2006 zur Disney Legend ernannt. Kevin Cocoran starb im Oktober 2015 im Alter von 66 Jahren an Darmkrebs. Von 1972 bis zu seinem Tod war er mit Laura Soltwedel verheiratet.

## Filmografie (Auswahl)

### Als Schauspieler
- 1953/1956: The Ford Television Theatre (Fernsehserie, zwei Folgen)
- 1954: Die Glenn Miller Story (The Glenn Miller Story)
- 1955: Sensation am Sonnabend (Violent Saturday)
- 1956: Further Adventures of Spin and Marty (Fernsehserie)
- 1956: In den Wind geschrieben (Written on the Wind)
- 1957: Sein Freund Jello (Old Yeller)
- 1957: The New Adventures of Spin and Marty (Fernsehserie)
- 1957–1963: Disney-Land (Fernsehserie, 13 Folgen)
- 1959: Der unheimliche Zotti (The Shaggy Dog)
- 1959: Die Kaninchenfalle (The Rabbit Trap)
- 1960: Toby Tyler, or Ten Weeks with a Circus
- 1960: Alle lieben Pollyanna (Pollyanna)
- 1960: Goliath II (als Zeichentricksprecher)
- 1960: Dschungel der 1000 Gefahren (Swiss Family Robinson)
- 1961: Aufruhr im Spielzeugland (Babes in Toyland)
- 1961: Der Freizeitkapitän (Aquamania; als Zeichentricksprecher)
- 1962: Champagner in Paris (Bon Voyage!)
- 1963: Im Tal der Apachen (Savage Sam)
- 1964: A Tiger Walks
- 1967: Meine drei Söhne (Fernsehserie, eine Folge)
- 1968: Inferno am Fluß (Blue)
- 2009: It Starts with Murder!

### Hinter der Kamera
Als Co-Produzent/Produzent/Assistenzproduzent
- 1978: Der Sieg der Sternenkinder (Return from Witch Mountain)
- 1979: Eine ganz irre Truppe (The North Avenue Irregulars)
- 1980: Herbie dreht durch (Herbie Goes Bananas)
- 1982: Herbie, The Love Bug (Fernsehserie, fünf Folgen)
- 1983: Zorro and Son (Fernsehserie)
- 1984: Mord ist ihr Hobby (Murder, She Wrote, Fernsehserie)
- 1984: Computer Kids (Whiz Kids, Fernsehserie, fünf Folgen)
- 2008: The Shield – Gesetz der Gewalt (The Shield, Fernsehserie, neun Folgen)
- 2009–2011: Sons of Anarchy (Fernsehserie, 14 Folgen)

Als Erster Assistenzregisseur
- 1985–1987: Agentin mit Herz (Scarecrow and Mrs. King, Fernsehserie, 23 Folgen)
- 1987–1989: Simon & Simon (Fernsehserie, 15 Folgen)
- 1989: Baywatch – Die Rettungsschwimmer von Malibu (Baywatch, Fernsehserie, sechs Folgen)
- 1991: Zurück in die Vergangenheit (Quantum Leap, Fernsehserie, drei Folgen)
- 1991–1996: Mord ist ihr Hobby (Murder, She Wrote, Fernsehserie, 53 Folgen – zwei Folgen 1996 als Regisseur)
- 1996: Mrs. Santa Claus (Fernsehfilm)
- 1997: Columbo: Keine Spur ist sicher (A Trace of Murder, Fernsehreihe)
- 1999–2001: Providence (Fernsehserie, 21 Folgen)
- 2005: Crossing Jordan – Pathologin mit Profil (Crossing Jordan, Fernsehserie, zwei Folgen)

Als Production Manager
- 2007–2008: The Shield – Gesetz der Gewalt (The Shield, Fernsehserie, 16 Folgen)
- 2008–2011: Sons of Anarchy (Fernsehserie, 28 Folgen)